# Václav Machek
Václav Machek (n. 27 decembrie 1925, Starý Mateřov⁠(d), Pardubice, Cehia – d. 1 noiembrie 2017, Pardubice, Pardubice, Cehia) a fost un ciclist de performanță ce a reprezentat Cehia, medaliat olimpic. A participat la o ediție a Jocurilor Olimpice (1956) în care a câștigat o medalie de argint.

## Participări
Lista de mai jos prezintă principalele competiții la care a participat Václav Machek de-a lungul carierei.
- cycling at the 1956 Summer Olympics – men's tandem[*]